# 량징루
양정여(梁靜茹, 1978년 6월 16일 ~ )는 말레이시아의 배우 및 가수이다. 어릴 적부터 노래를 좋아해 수 차례 크고 작은 노래 콘테스트에 참가한 적잖은 수상경력을 지닌 소위 노래 잘하는 실력파이다.

## 영화
- 첫사랑 팥빙수: 초련 홍두빙

## TV 출연
- 패견여왕

## 디스코그래피
- Grown Up Overnight (1999)
- Courage (2000)
- Shining Star (2001)
- Sunrise (2002)
- Beautiful (2003)
- Wings of Love (2004)
- Silkroad of Love (2005)
- Kissing the Future of Love (2006)
- J'Adore (2007)
- Fall in Love & Songs (2009)
- What Love Songs Didn't Tell You (2010)
- Love in Heart (2012)
- The Sun Also Rises (2019)